# Kötschau (Großschwabhausen)
Kötschau ist ein Ortsteil von Großschwabhausen im Landkreis Weimarer Land in Thüringen.

## Geografie
Mitten in der Weimarer und Apoldaer Ackerebene liegt das Gut Kötschau. Die Bundesstraße 7 führt südlich direkt am Weiler vorbei. Sie verbindet die Städte Jena und Weimar.

## Geschichte
Kötschau ist eine ältere Ansiedlung, denn sie wurde schon am 21. Juli 1172 erstmals urkundlich erwähnt. Das bestätigen auch Literaturhinweise.
Das noch vorhandene Herrenhaus steht wahrscheinlich auf den Mauern eines ehemaligen befestigten Herrensitzes, einst mit Wassergräben umgeben. 1172 wurde auch ein Gumpert von Kötschau erwähnt. Die Burg hatte Schutz und Kontrollfunktion über Grund und Boden und die Altstraße.
Die Universität Jena kaufte 1937 das Gut Kötschau über die Siedlungsbehörde von der Frau Emma Hempelmann. Die Bewirtschaftung wurde am 1. Juni 1937 der Anstalt für Pflanzenbau und Pflanzenzucht übertragen. Während der DDR-Zeit erlebte das Gut Kötschau als Versuchsgut mehrere Umstellungen.
1992 wurde es wieder privatisiert.
An der Bundesstraße 7 liegt das ehemalige historische Gasthaus Kötschau. Es wurde Ende des 17. Jahrhunderts errichtet, was durch die auf Mauerwerk gefundene Jahreszahl 1698 belegt ist. Aus marodem Zustand wird das Haus mit seinen 17 Räumen seit 2008 von der Familie Meixner aus Jena aufwändig und liebevoll restauriert. Der Gasthof wurde auch gerne von Goethe, seiner Frau Christiane und Frau von Stein besucht.